# عاشب (حيوان)

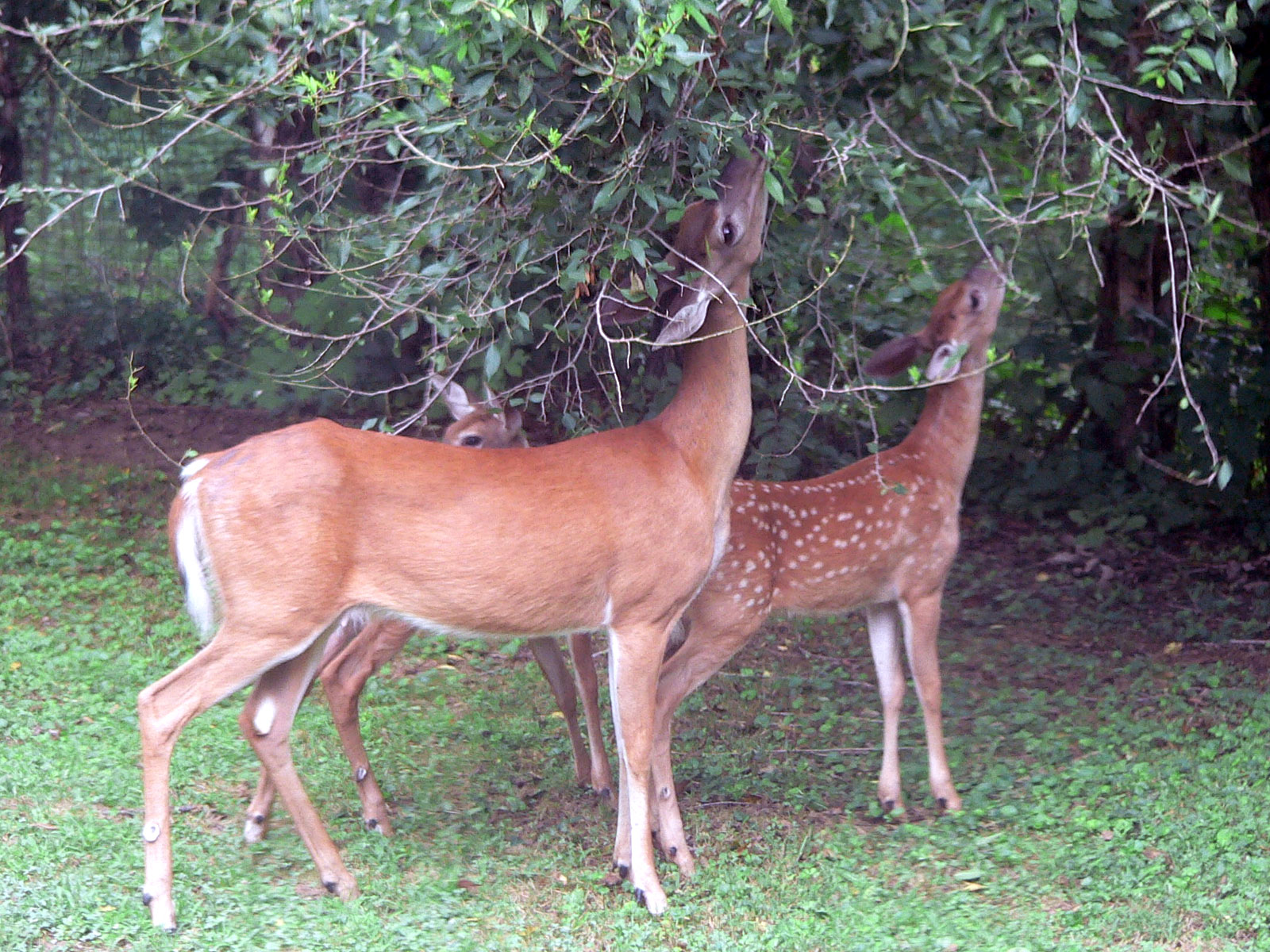

العاشب أو آكل عشب (المفرد: عاشب) هي كائنات حية تكون تشريحياً وفيزيولوجيا مكييفة لأكل الأطعمة ذات الأصل النباتي (من هنا أتت كلمة العاشب). آكلات الأعشاب يمكن النظر إلى أنهم يتبعون شكل من أشكال الاستهلاك القائم على أكل أساساً الكائنات ذاتية التغذية مثل النباتات والطحالب والبكتيريا المخلّقة للضوء.
أمثلة على الحيوانات العاشبة: الخروف، الجمل، الماعز.
الكائنات العاشبة تشير عادة إلى الحيوانات التي تأكل النباتات، والفطريات، الأولانيات والبكتيريا التي تتغذي من النباتات الحية والتي عادة ما تكون أمراض نباتية، والميكروبات تتغذى على النباتات الميتة التي هي رمية التغذية أو محللات. والنباتات المزهرة التي تحصل على الغذاء من كائنات أخرى المعيشة تسمى النباتات الطفيلية.